# ストリング・ホッパー
ストリング・ホッパー（英語: String hoppers、Idiyappam、タミル語: இடியாப்ப‌ம்、シンハラ語: ඉඳි ආප්ප インディ・アーッパ、マラヤーラム語: ഇടിയപ്പം）は、主に米粉から作られる南インドの伝統的麺料理である。イディアッパムとも。
インドのケーララ州、タミル・ナードゥ州、それにカルナータカ州の沿岸地域（特にダクシナ・カンナダ県とウドゥピ県）の料理であり、また隣国スリランカでも広く食されている。名前の一つIdiyappamは、タミル語のidi（「細かく崩した」）とappam（「ホッパー」）から派生している。
ストリング・ホッパーは米粉またはシコクビエ粉、それに塩と水から作られる。小麦の全粒粉を加えると、茶色みを帯びる。一般的にはジャガイモや卵、魚や肉のカレーとココナッツチャツネと一緒に朝食や夕食の主菜として食される。スリランカとケーララ州のマラバール地方では、甘いココナッツミルクと合わせた形でも提供される。基本的に昼食としては食されない。スリランカでは、ストリング・ホッパーでピラウを作ることもある。

## 製法
米粉または小麦粉を湯と混ぜ、好みでギーを加え、味付けに塩を加える。均質な生地に練り上げ、ストリング・ホッパー成型機かふるいに生地を詰め、麺をバナナの葉の上や、直接イドゥリ蒸し器へと押し出す。好みですりおろしたココナッツを少量加え、5分から10分蒸して出来上がり。